# Oleg Jopiorski
Oleg Nikolayévich Jopiorski –en ruso, Олег Николаевич Хопёрский– (Gudauta, URSS, 26 de mayo de 1959) es un deportista ruso que compitió para la Unión Soviética en vela en las clases Finn y Soling.
Ganó tres medallas en el Campeonato Mundial de Finn entre los años 1985 y 1991, y dos medallas en el Campeonato Europeo de Finn, oro en 1986 y plata en 1992. Además, obtuvo una medalla de plata en el Campeonato Europeo de Soling de 2000.
Participó en tres Juegos Olímpicos de Verano, entre los años 1988 y 2000, ocupando el octavo lugar en Seúl 1988 (Finn) y el sexto en Sídney 2000 (Soling).

## Palmarés internacional
| Representando a la URSS |                    |                   |       |
| Campeonato Mundial      |                    |                   |       |
| Año                     | Lugar              | Medalla           | Clase |
| 1985                    | Marstrand (Suecia) | Medalla de plata  | Finn  |
| 1989                    | Alassio (Italia)   | Medalla de bronce | Finn  |
| 1991                    | Kingston (Canadá)  | Medalla de bronce | Finn  |
| Campeonato Europeo      |                    |                   |       |
| Año                     | Lugar              | Medalla           | Clase |
| 1986                    | Hyères (Francia)   | Medalla de oro    | Finn  |
| Representando a Rusia   |                    |                   |       |
| Campeonato Europeo      |                    |                   |       |
| Año                     | Lugar              | Medalla           | Clase |
| 1992                    | Gdańsk (Polonia)   | Medalla de plata  | Finn  |

| Representando a Rusia |                       |                  |        |
| Campeonato Europeo    |                       |                  |        |
| Año                   | Lugar                 | Medalla          | Clase  |
| 2000                  | La Rochelle (Francia) | Medalla de plata | Soling |